# World Digital Library
World Digital Library (WDL), på dansk verdens digital bibliotek, er et internationalt digitalt bibliotek der styres af UNESCO og de forende staters Library of Congress. Det er WDL's mission at promovere international og interkulturel forståelse, udvide mængden og variateten af kulturelt indhold på internettet, samt at skabe resurser for uddannelser, forskere og generelle brugere. Ydremere er missionen at skabe kapacitet hos partner institutioner for at mindske digitale forskelle indendfor og imellem lande. Målet er at udvide ikke-engelsk og ikke-vestligt indhold på internettet, og bidrage til forskning. Biblioteket vil give gratis tilgang, via internettet, til betydningsfulde primær materialer fra kulturer fra hele verden, inkluderende: manuskripter, kort, sjældne bøger, musik notationer, optagelser, film, tryk, fotografier, arkitekt tegninger samt andre signifikante kulturelle materialer.

## Historie
WDL opened med 1,236 materialer. Fra og med tidlig 2018, indeholder biblioteket mere end 18,000 materialer fra næsten 200 lande, hvoraf nogle er dateret helt tilbage til 8000 f.Kr..

## Partnerer
Herunder listes nogle af partnerene til World Digital Library projectet:
| - American Geographical Society Library, UW Milwaukee - Bibliotheca Alexandrina - Det kongelige bibliotek - Library of Congress - National Archives and Records Administration - Russian State Library |

## See also
- Europeana
- Internet Archive
- Project Gutenberg

## References
1. ↑  "Om World Digital Library's mission". Hentet 21. april 2009.
2. ↑  "UNESCO og Library of Congress underskriver en aftale om World Digital Library: UNESCO-CI". portal.unesco.org. Hentet 21. april 2009.
3. ↑  "FN putter globale skatte online". BBC News. 21. april 2009. Hentet 21. april 2009.
4. ↑  Flood, Alison (8. april 2009). "World Digital Library er klar med gratis adgang til at blive lanceret". The Guardian. London. Hentet 21. april 2009.
5. ↑  Cody, Edward (21. april 2009). "F.N. lancere bibliotek med verdens viden". Washington Post. Hentet 21. april 2009.

## Eksterne links
- The World Digital Library